# 妙高市立総合支援学校
妙高市立総合支援学校（みょうこうしりつ そうごうしえんがっこう）は、新潟県妙高市小丸山新田にある公立特別支援学校。

## 沿革
- 1979年（昭和54年）4月1日 - 新井市立にしき養護学校として錦町二丁目8番1号に開校
- 1983年（昭和58年）10月8日 - 校歌・校章制定
- 2005年（平成17年）4月1日 - 市町村合併により妙高市立にしき養護学校と改称
- 2010年（平成22年）4月4日 - 高等部を設置し、妙高市立にしき特別支援学校と改称。校旗・校章を新たに設定。
- 2017年（平成29年）8月29日 - 旧・妙高市立斐太南小学校を改修し、移転して妙高市立総合支援学校と改称。新校歌制定。

## 学校行事

### 1学期
- 花見遠足
- にしき大運動会
- 宿泊学習

### 2学期
- マラソン大会
- みなかみの里　音楽発表会